# ゆうみ☆りんく
ゆうみ☆りんくは、日本の漫画家。東京都出身。小学館の少女漫画雑誌、「ちゃお」で執筆している。2005年、「ちゃおDX」秋の増刊号において『オンリー☆わん!』でデビュー。
投稿時代のペンネームは「優碧りんく」「ゆうみりんく」だった。サインは"You☆me,Link"。
ちなみにファンレターには返事をしてくれている。
おおばやしみゆきのアシスタントをしていたからか、「おおばやしみゆきに絵が似ている」と指摘されることがままある。

## 作品一覧
- オンリー☆わん!（2005年 - ちゃおDX秋の超大増刊号掲載、デビュー作）
- 恋のカタチ （2006年 - ちゃおDX冬の超大増刊号掲載）
- 恋のしずく （2006年 - ちゃおDX春の超大増刊号掲載）
- へんし〜んっ★
- ひみつ☆ウェディング
- モコモコ♥Lovin'You
- グローイング☆アップ
- chu★イン★ガム
- わんもあ☆プロジェクト
- アイドル♥すくらんぶる
- ステップ☆バイ☆ステップ
- イジワル執事のレディ☆レッスン